# Кубок Австралії з футболу 2018
Кубок Австралії з футболу 2018 — 5-й розіграш кубкового футбольного турніру у Австралії. Титул володаря кубка вдруге здобула Аделаїда Юнайтед.

## Календар
| Раунд            | Дата                       | Матчі | Клуби    |
| ---------------- | -------------------------- | ----- | -------- |
| Попередні раунди | 10 лютого - 23 червня 2018 |       | 781 → 32 |
| 1/16 фіналу      | 25 липня - 7 серпня 2018   | 16    | 32 → 16  |
| 1/8 фіналу       | 21-29 серпня 2018          | 8     | 16 → 8   |
| 1/4 фіналу       | 19-26 вересня 2018         | 4     | 8 → 4    |
| 1/2 фіналу       | 5-6 жовтня 2018            | 2     | 4 → 2    |
| Фінал            | 30 жовтня 2018             | 1     | 2 → 1    |

## 1/16 фіналу
| Команда 1               | Рахунок | Команда 2                 |
| ----------------------- | ------- | ------------------------- |
| 25 липня 2018           |         |                           |
| Ейвондейл (2)           | 4:1     | Марконі Стелліонс (2)     |
| Порт Мельбурн (2)       | 0:1     | АПІА Лейчгард Тайгерс (2) |
| Канберра (2)            | 1:4     | Бродмідов Меджік (2)      |
| Квінсленд Лайонс (2)    | 3:2     | Олімпік (2)               |
| Гвелап Кроатія (3)      | 0:4     | Аделаїда Кометс (2)       |
| Боннірідж Вайт Іглс (2) | 2:1     | Акоа Сідней Сіті Іст (2)  |
| 1 серпня 2018           |         |                           |
| Рокдейл Сіті Санс (2)   | 2:4     | Сідней                    |
| Аделаїда Юнайтед        | 3:0     | Сентрал-Кост Марінерс     |
| Гейделберг Юнайтед (2)  | 2:1     | Чарльзтаун Сіті Блюз (2)  |
| Кернс (2)               | 4:0     | Армадейл (2)              |
| 7 серпня 2018           |         |                           |
| Бентлі Грінс (2)        | 1:0     | Веллінгтон Фенікс         |
| Голд-Кост Найтс (3)     | 0:1     | Ньюкасл Юнайтед Джетс     |
| Брисбен Роар            | 0:1 дч  | Мельбурн Сіті             |
| Норткоут Сіті (2)       | 1:3     | Девонпорт Сіті (2)        |
| Геленік Атлетік (2)     | 3:4     | Вестерн Сідней Вондерерз  |
| Перт Глорі              | 0:1     | Мельбурн Вікторі          |

## 1/8 фіналу
| Команда 1                 | Рахунок | Команда 2                |
| ------------------------- | ------- | ------------------------ |
| 21 серпня 2018            |         |                          |
| Ейвондейл (2)             | 4:1     | Девонпорт Сіті (2)       |
| Бродмідов Меджік (2)      | 0:4     | Бентлі Грінс (2)         |
| АПІА Лейчгард Тайгерс (2) | 3:2     | Мельбурн Вікторі         |
| Кернс (2)                 | 1:2     | Сідней                   |
| 29 серпня 2018            |         |                          |
| Мельбурн Сіті             | 1:0     | Ньюкасл Юнайтед Джетс    |
| Аделаїда Кометс (2)       | 0:4     | Гейделберг Юнайтед (2)   |
| Квінсленд Лайонс (2)      | 0:1     | Аделаїда Юнайтед         |
| Боннірідж Вайт Іглс (2)   | 1:2     | Вестерн Сідней Вондерерз |

## 1/4 фіналу
| Команда 1                 | Рахунок | Команда 2                |
| ------------------------- | ------- | ------------------------ |
| 19 вересня 2018           |         |                          |
| Мельбурн Сіті             | 1:2     | Вестерн Сідней Вондерерз |
| Ейвондейл (2)             | 2:4 дч  | Сідней                   |
| 26 вересня 2018           |         |                          |
| Бентлі Грінс (2)          | 1:0     | Гейделберг Юнайтед (2)   |
| АПІА Лейчгард Тайгерс (2) | 0:2     | Аделаїда Юнайтед         |

## 1/2 фіналу
| Команда 1                | Рахунок | Команда 2        |
| ------------------------ | ------- | ---------------- |
| 5 жовтня 2018            |         |                  |
| Бентлі Грінс (2)         | 0:2     | Аделаїда Юнайтед |
| 6 жовтня 2018            |         |                  |
| Вестерн Сідней Вондерерз | 0:3     | Сідней           |

## Фінал
| 30 жовтня 2018 10:30 (EEST) |

| Аделаїда Юнайтед | 2:1      | Сідней              |
| ---------------- | -------- | ------------------- |
| Гудвін 25', 74'  | Протокол | Ле Фондр 28' (пен.) |

| Гіндмарш Стедіум, Аделаїда Глядачів: 14 448 Арбітр: Джарред Джиллетт |